# Parlamentní volby v Bulharsku 1879 (leden)
Parlamentní volby v Bulharsku se konaly mezi 1. a 30. lednem v roce 1879. Byly to první volby v nově vzniklém Bulharsku, které vzniklo v roce 1878 od Osmanské říše. Z původních 231 mandátů bylo obsazeno pouze 117. Shromáždění otevřelo 10. února 1879 a ve městě Veliko Tarnovo dne 16. dubna téhož roku, vznikla první bulharská ústava, známá také jako Trnovská ústava. Shromáždění bylo přestěhováno do Sofie, která se později stala hlavním městem Bulharského knížectví. Po volbách následovaly debaty o složení parlamentu. Vedly se dva názory, které nechaly vzniknout dvě hlavní politické strany. Liberální stranu, která chtěla jednokomorový parlament, a Konzervativní stranu, která chtěla dvoukomorový parlament. Převyšoval názor jednokomorového parlamentu, a tak na konec roku 1879 byly vypsány nové volby.